# Берх, Александр Маврикиевич
Александр Маврикиевич (Морицевич) Берх (Берг) (1830—1909) — инженер-генерал (1904) русской императорской армии, участник Севастопольской обороны.

## Биография
Александр (Александр-Георг) Берх родился 29 октября 1830 года в Николаеве в семье адмирала Маврикия (Морица) Борисовича Берха.  В 1847 году поступил в Главное инженерное училище в Санкт-Петербурге, где обучался сначала в Кондукторских классах, по окончании которых был произведен в прапорщики, а затем — в Офицерских классах, окончив которые в 1853 году, был произведен в подпоручики. 
Во время первой осады города Севастополя в ходе Крымской войны Берх заведовал работами на береговых батареях №№ 8 и 10, возводил первые контр-апроши против 5-го и 6-го бастионов, а при постройке редутов Волынского и Селенгинского и люнета Камчатского заведовал в этом месте всеми траншейными работами и под сильным огнём вооружил 2 батареи.
По окончании Крымской кампании, в 1856 году, А. М. Берх был переведён командованием в Кронштадт, где принял участие в строительстве форта «Великий Князь Константин» и северных батарей № 1 и № 2.
В 1866 году в Херсонской губернии Берх руководил работами по укреплению гавани Николаева, где долгое время дислоцировался штаб Черноморского флота Российской империи и устьев Днепра близ города Херсона. В 1877 году произведён в чин генерал-майора.
Перед русско-турецкой войной 1877—1878 гг. Берх занимался строительством фортификационных сооружений, служащих для защиты города Очакова.
С 1886 года Берх состоял членом инженерного комитета главного инженерного управления русской императорской армии. В 1889 году был произведён в генерал-лейтенанты.
В 1904 году Александр Берх был произведён в инженер-генералы. Помимо этого, с 1904 года по сентябрь 1905 года Берх состоял в членах Александровского комитета о раненых. Вышел в отставку в 1906 году. После отставки жил в Санкт-Петербурге.
Александр Маврикиевич Берх умер 7 марта 1909 года.

## Семья
Жена (с 1857 г.) — Мария Ильинична Кази (1833—1895), дочь капитан-лейтенанта Ильи Андреевича Кази (1804–1886) и сестра М.И.Кази.
Дети:
- Борис (1858, Кронштадт—1935, Ленинград), пошёл по стопам отца: окончил инженерную академию в Николаеве и дослужился до генерал-майора, занимал должность главного инспектора Морской строительной части. Его жена — София Михайловна Паризо де ла Валетт (1864–1930-е?), дочь Николаевского градоначальника Михаила Павловича Паризо де ла Валетта. 
  - Их дети — Михаил, Татьяна, Мария, Юрий. Михаил и Татьяна умерли в 1942 году от голода во время блокады Ленинграда[1].
- Елена (1859, Санкт-Петербург—1930-е, Ленинград). Ее муж — Иван Михайлович Лавров, вице-адмирал.
  - Их дети: Михаил Иванович Лавров (1873–1904), один из первых военных летчиков России[5], погиб при обороне Порт-Артура. Георгий Иванович Лавров (1889–1917), один из первых русских морских летчиков, лейтенант. Служил на Балтийском и Черноморском флотах, погиб в авиакатастрофе.
- Александр (1861—1936)
- Наталия (1863—?). В первом браке замужем за Владимиром Николаевичем Китаевым. Второй брак Глеб Викторович Анастасьев (1869–1919), морской офицер.
  - Ее дети: Сергей Владимирович Китаев (1884—1950). После революции эмигрировал, жил в Лондоне, был редактором издания «Британская промышленность и машиностроение». Ксения Владимировна Китаева была замужем за Михаилом Михайловичем Веселкиным.
- Михаил (1865—?), поручик, коллежский асессор.
- Юлия (1866—?). В замужестве — Семко-Савойская. Двое детей.
- Владимир  (1868—после 1923).  Окончил Императорский Санкт-Петербургский университет, был надворным советником. После 1917 года жил в Советской России.
- Ксения (1871—?). После Октябрьской революции в России эмигрировала вместе с семьей. Ее муж — Борис Михайлович Страховский (1871–1921), морской офицер, капитан 1 ранга.  Дети: Никита и Тамара.
- Сергей (1874—1915). Служил во флоте. Участник Русско-японской войны, состоял в должности старшего артиллерийского офицера броненосного крейсера «Рюрик». После ранения в бою в Корейском проливе попал в плен, из которого возвратился в декабре 1905 года. В Первую мировую войну служил на Черноморском флоте, командуя эсминцем «Беспокойный». Участвовал в боях с крейсерами «Бреслау» и «Гебен». Его жена — Вера Васильевна Берг (урожд. Немитц; 1877—?), сестра А.В.Немитца.
- Николай (1876, Николаев—1959, Фюссен). Окончил Пажеский корпус, Николаевскую академию Генерального штаба[6]. Участник Первой мировой войны. Во время Гражданской войны находился в составе в Добровольческой армии и ВСЮР. Эмигрировал с семьей в Румынию. С 1945 года находился в заключении, а после освобождения с 1950 года  жил в Германии. Жена — Наталия Ивановна Баллас. Дочь — Ирина (1910–1940).

## Награды
- Орден Святой Анны 1 степени
- Орден Святого Станислава 1 степени
- Орден Святого Владимира 4 степени и др[1].

## Избранная библиография
- «Севастопольские ложементы»; Русский инвалид (1901 год).